# Кале (округ)
Округ Кале (фр. Arrondissement de Calais) — округ у Франції, в департаменті Па-де-Кале. 2023 року округ об'єднував 52 муніципалітети, населення становило 152 235 осіб.
Адміністративний центр (супрефектура) — Кале.

## Муніципалітети
Список муніципалітетів округу та їхні коди INSEE:
1. Аламбон (62020)
2. Ам-Букр (62408)
3. Андр (62031)
4. Арденган (62412)
5. Ардр (62038)
6. Баленгем (62078)
7. Бенган (62076)
8. Бонненг-ле-Кале (62156)
9. Брем (62174)
10. Буко (62161)
11. Бурсен (62167)
12. В'єй-Егліз (62852)
13. Гем (62393)
14. Ґін (62397)
15. Ербенган (62432)
16. Ермеленган (62439)
17. Ескаль (62307)
18. Зюткерк (62906)
19. Кале (62193)
20. Кампань-ле-Гін (62203)
21. Кафф'є (62191)
22. Кокель (62239)
23. Кулонь (62244)
24. Ландретен-лез-Ардр (62488)
25. Лез-Аттак (62043)
26. Лік (62506)
27. Луш (62531)
28. Марк (62548)
29. Менк-Ньєрле (62598)
30. Норткерк (62621)
31. Нувель-Егліз (62623)
32. Ньєль-лез-Ардр (62614)
33. Ньєль-ле-Кале (62615)
34. Одрюїк (62057)
35. Окенган (62455)
36. Отенг (62059)
37. Оффекерк (62634)
38. Пепленг (62654)
39. Піан-ле-Гюїн (62657)
40. Поленков (62662)
41. Рек-сюр-Ам (62699)
42. Роделенгем (62716)
43. Рюменгем (62730)
44. Санган (62775)
45. Сангатт (62774)
46. Сен-Трика (62769)
47. Сен-Фолькен (62748)
48. Сент-Марі-Керк (62756)
49. Сент-Омер-Капель (62766)
50. Уа-Плаж (62645)
51. Ф'єнн (62334)
52. Фретен (62360)